# Музей „Ататюрк“ (Солун)
Музеят „Ататюрк“ (на гръцки: Μουσείο Ατατούρκ) е къща музей в град Солун, Гърция. Музеят е разположен в родната къща на основателя на турската република Мустафа Кемал Ататюрк.

## Местоположение
Разположен е на улица „Апостолос Павлос“ № 75, в непосредствена близост до турското консулство. По османско време улица се казва „Ислахане“ в махалата Коджа Касъм паша.

## История
Къщата е построена в 1870 година от мюдюр Хаджи Мехмед. По-късно е наета от бащата на Мустафа Кемал Али Риза ефенди. Според преобладаващото мнение това е къщата, в която в 1881 година се ражда Мустафа Кемал. Съществува обаче и мнение, че той е роден в лъгадинското село Саръяр и той се мести тук на 7 години. След 1888 година, когато умира Али Риза ефенди, къщата минава в ръцете на лелята на Мустафа Кемал - Хатидже. Кемал живее в нея до 1893 година, когато започва да учи в Солунското военно училище. След Младотурската революция в 1908 година, Кемал се връща в Солун, купува къщата и остава да живее в нея заедно с майка си и сестра си. Роднините му живеят там до 1923 година, когато поради насилствения обмен на население между Гърция и Турция, са принудени да емигрират. Къщата минава в ръцете на гръцко семейство.
На 29 октомври 1933 година по повод десетгодишнината на турската република на къщата е поставена паметна плоча. В 1937 година къщата е закупена от община Солун и е предадена на генералното консулство на Турция на 19 февруари 1937 година. В 1940 година започват реставрационни работи, които обаче поради Втората световна война приключват едва в 1950 година. При тези реставрационни дейности, къщата претърпява някои архитектурни промени.
Къщата музей на Ататюрк е открита по повод петнадесетата годишнина от смъртта на Ататюрк на 10 ноември 1953 година. Музеят е обновен в 2013 година.
През 1955 година твърдението за бомбардиране на музея от гръцки националисти, води до големи антигръцки демонстрации и насилие в Истанбул, известни като Истанбулски погром.

## Архитектура
В архитектурно отношение е триетажна къща с двор. Има елементи както на традицонна македонската архитектура от края на XIX век, като чардак на третия етаж, така и на по-нови архитектурни влияния като балкона и магазините. През 50-те години балконът е затворен и отворите на магазините са значително намалени. Резултатът от тази адаптация е, че първият и вторият етаж придобиват пълна симетрия във външния вид откъм улица „Апостолос Павлос“. От задната страна има много по-малко отвори. Там е главният вход за първия етаж и по-малък, спомагателен за приземния етаж.

## Интериор
Повечето мебели в музея са автентични, като някои са от мавзолея на Кемал и от Топкапъ в Истанбул. Изложени са много фотографии от различни фази от живота на турския реформатор. Сградата в 1981 година е боядисана отново в оригиналния си розов цвят. На първия ѝ етаж е дневна за гости, стаята на майката на Кемал, дневна и кухня. Вторият етаж включва стаята, в която Кемал е роден през 1881 година. В друга стая се излагат личните му предмети, а на стената има документи от образованието му, фотографии, публикации, исторически документи и книги за живота и работата на Кемал Ататюрк. Има и статуя на Кемал, направена от скулптора Мурад Даскинс, а в двора има нар, за който се твърди, че е засаден от бащата на Кемал.